# Elmswell
Elmswell är en by och en civil parish i Mid Suffolk i Suffolk i England. Orten har 3 359 invånare (2001). Den har en kyrka.